# Feels So Good (Atomic Kitten)
Feels So Good è il secondo album delle Atomic Kitten. Sia l'album che il primo singolo estratto, It's OK!, diventano contemporaneamente numero 1 nella classifica inglese, diventando la seconda girl band, dopo le Spice Girls, ad avere questo record (saranno poi seguite della Sugababes).
L'album venderà oltre 2 milione di copie e verranno estratti 5 singoli.

## Tracce
1. It's OK! - 3:15 - (Mikkel SE, Rustan, Hermansen)
2. Love Won't Wait - 3:29 - (Davis, Von Soos)
3. The Tide Is High (Get the Feeling) - 3:25 - (Holt, Evans, Barrett, Padley, Godfrey) (The Paragons Cover)
4. Feels So Good - 3:30 - (Minogue, Anderson)
5. Walking on the Water - 4:00 - (Kershaw, McCluskey)
6. The Moment You Leave Me - 3:28 - (Kershaw, McCluskey, McClarnon)
7. The Last Goodbye - 3:07 - (Lind, Bjorklund, Mikkel SE, Rustan, Hermansen, Poku)
8. Love Doesn't Have to Hurt - 3:28 - (Steinberg, Kelly, Hoffs)
9. Softer the Touch - 3:53 - (Tauber)
10. The Way That You Are - 3:17 - (Hamilton, Bell)
11. Baby Don't You Hurt Me - 2:24 - (Nichols, Chapman, Frost)
12. So Hot - 3:22 - (Nichols, Chapman, Frost)
13. Maybe I'm Right - 3:31 - (Davis, McClarnon)
14. No One Loves You (Like I Love You) - 4:00 - (Kershaw, McCluskey)
15. Whole Again (Bonus Track) - 3:04 - (McCluskey, Padley, Godfrey)

## Singoli Estratti
- 2002 - It's OK!
- 2002 - The Tide Is High (Get the Feeling)
- 2002 - The Last Goodbye
- 2003 - Be with You
- 2003 - Love Doesn't Have to Hurt

## Miglior posizione in varie classifiche
| Paese         | Data              | Posizione | Premi              | Copie     |
| ------------- | ----------------- | --------- | ------------------ | --------- |
| Gran Bretagna | settembre 2002    | #1        | 2 Album di Platino | 1 milione |
| Nuova Zelanda | 3 novembre 2002   | #3        | 15,000             |           |
| Austria       | 12 settembre 2002 | #3        |                    |           |
| Irlanda       | 12 settembre 2002 | #5        |                    |           |
| Paesi Bassi   | settembre 2002    | #6        |                    |           |
| Svizzera      | 22 settembre 2002 | #7        | Disco d'Oro        | 20,000    |
| Norvegia      | dicembre 2002     | #15       |                    |           |
| Australia     | novembre 2002     | #21       | Disco di Platino   | 70,000    |
| Argentina     | dicembre 2002     | #18       | Disco d'Oro        | 20,000    |
| Messico       | dicembre 2002     | #69       |                    |           |
| Svezia        | 26 settembre 2002 | #47       |                    |           |
| Francia       | 16 novembre 2002  | #74       |                    |           |